# Muriceides hirtus
Muriceides hirtus är en korallart som först beskrevs av Pourtalès 1868.  Muriceides hirtus ingår i släktet Muriceides och familjen Plexauridae. Inga underarter finns listade i Catalogue of Life.